# Питомий опір
Пито́мий о́пір — питома фізична величина, яка кількісно характеризує здатність речовини створювати опір проходженню електричного струму.
Позначається зазвичай грецькою літерою ρ.
Одиниця вимірювання питомого опору в системі SI — Ом{\displaystyle \cdot }м.
Питомий опір використовується для характеристики провідників і напівпровідників в умовах, коли виконується закон Ома.
Опір провідника довжиною l і з поперечним перерізом S визначається співвідношенням {\displaystyle R=\rho {\frac {l}{S}}} (при цьому вважається, що ні площа, ні форма поперечного перерізу не змінюються вздовж провідника). Відповідно, для ρ маємо
{\displaystyle \rho ={\frac {R\cdot S}{l}}}.
Таким чином, у системі SI питомий опір дорівнює опору провідника завдовжки 1 м з поперечним перерізом 1 м2.
Питомий опір — обернена величина до питомої провідності σ
{\displaystyle \rho ={\frac {1}{\sigma }}}.
Значення питомого опору різних речовин по-різному залежить від температури: в провідниках питомий електричний опір з підвищенням температури зростає, а в напівпровідниках і діелектриках — навпаки, зменшується. Величина, що враховує зміну електричного опору з температурою, називається температурним коефіцієнтом питомого опору.
На відміну від електричного опору, що є властивістю провідника і залежить від його матеріалу, форми та розмірів, питомий електричний опір є властивістю тільки речовини.

## Одиниці вимірювання
Одиниця вимірювання питомого опору в Міжнародній системі одиниць (SI) — Ом·м. Зі співвідношення {\displaystyle \rho ={\frac {R\cdot S}{l}}} випливає, що ця одиниця вимірювання дорівнює такому питомому опору речовини, за якого однорідний провідник довжиною 1 м із площею поперечного перерізу 1 м², виготовлений з цієї речовини, має опір 1 Ом. Відповідно, питомий опір довільної речовини, виражений в одиницях SI, чисельно дорівнює опору ділянки електричного кола, виконаного з цієї речовини, довжиною 1 м і площею поперечного перерізу 1 м².
У техніці також застосовується застаріла позасистемна одиниця Ом*мм2/м, рівна 10−6 від 1 Ом·м. Ця одиниця дорівнює такому питомому опору речовини, за якого однорідний провідник довжиною 1 м із площею поперечного перерізу 1 мм², виготовлений з цієї речовини, має опір 1 Ом. Відповідно, питомий опір будь-якої речовини, виражений у цих одиницях, чисельно дорівнює опору ділянки електричного кола, виконаного з цієї речовини, довжиною 1 м і площею поперечного перерізу 1 мм².

## Залежність від температури
Питомий опір провідників зростає зі збільшенням температури. Це явище зумовлене посиленням хаотичного руху атомів, а отже збільшенням частоти розсіювання носіїв заряду. Для напівпровідників питомий опір здебільшого зменшується при підвищенні температури, через зростання концентрації носіїв заряду.
Величину, що враховує змінення питомого електричного опору з температурою називають температурним коефіцієнтом питомого опору.

## Узагальнення поняття питомого опору

Шматок резистивного матеріалу з електричними контактами на обох кінцях

Питомий опір можна визначити також для неоднорідного матеріалу, властивості якого змінюються від точки до точки. У цьому випадку він є не сталою, а скалярною функцією координати — коефіцієнтом, що зв'язує напруженість електричного поля {\displaystyle {\vec {E}}({\vec {r}})} і густину струму {\displaystyle {\vec {J}}({\vec {r}})} у даній точці {\displaystyle {\vec {r}}}. Зазначений зв'язок виражає закон Ома в диференціальній формі:
{\displaystyle {\vec {E}}({\vec {r}})=\rho ({\vec {r}}){\vec {J}}({\vec {r}}).}
Ця формула справедлива для неоднорідної, але ізотропної речовини. Речовина може бути й анізотропною (більшість кристалів, намагнічена плазма тощо), тобто її властивості можуть залежати від напрямку. У цьому випадку питомий опір є залежним від координат тензором другого рангу, який містить дев'ять компонент {\displaystyle \rho _{ij}}. В анізотропній речовині вектори густини струму і напруженості електричного поля в кожній даній точці речовини не співнапрямлені; зв'язок між ними виражає співвідношення
{\displaystyle E_{i}({\vec {r}})=\sum _{j=1}^{3}\rho _{ij}({\vec {r}})J_{j}({\vec {r}}).}
В анізотропній, але однорідній речовині тензор {\displaystyle \rho _{ij}} від координат не залежить.
Тензор {\displaystyle \rho _{ij}} симетричний, тобто для будь-яких {\displaystyle i} і {\displaystyle j} виконується {\displaystyle \rho _{ij}=\rho _{ji}}.
Як і для будь-якого симетричного тензора, для {\displaystyle \rho _{ij}} можна вибрати ортогональну систему декартових координат, у яких матриця {\displaystyle \rho _{ij}} стає діагональною, тобто набуває вигляду, за якого з дев'яти компонент {\displaystyle \rho _{ij}} відмінними від нуля є лише три: {\displaystyle \rho _{11}}, {\displaystyle \rho _{22}} і {\displaystyle \rho _{33}}. В цьому випадку, позначивши {\displaystyle \rho _{ii}} як {\displaystyle \rho _{i}}, замість попередньої формули отримуємо простішу
{\displaystyle E_{i}=\rho _{i}J_{i}.}
Величину {\displaystyle \rho _{i}} називають головним значенням тензора питомого опору.

## Зв'язок з питомою провідністю
В ізотропних матеріалах зв'язок між питомим опором {\displaystyle \rho } і питомою провідністю {\displaystyle \sigma } виражає рівність
{\displaystyle \rho ={\frac {1}{\sigma }}.}
У разі анізотропних матеріалів зв'язок між компонентами тензора питомого опору {\displaystyle \rho _{ij}} і тензора питомої провідності {\displaystyle \sigma _{ij}} має складніший характер. Дійсно, закон Ома в диференціальній формі для анізотропних матеріалів має вигляд:
{\displaystyle J_{i}({\vec {r}})=\sum _{j=1}^{3}\sigma _{ij}({\vec {r}})E_{j}({\vec {r}}).}
З цієї рівності і наведеного раніше співвідношення для {\displaystyle E_{i}({\vec {r}})} випливає, що тензор питомого опору є оберненим до тензора питомої провідності. З урахуванням цього для компонент тензора питомого опору виконується:
{\displaystyle \rho _{11}={\frac {1}{\det(\sigma )}}[\sigma _{22}\sigma _{33}-\sigma _{23}\sigma _{32}],}
{\displaystyle \rho _{12}={\frac {1}{\det(\sigma )}}[\sigma _{33}\sigma _{12}-\sigma _{13}\sigma _{32}],}
де {\displaystyle \det(\sigma )} — визначник матриці, складеної з компонент тензора {\displaystyle \sigma _{ij}}. Інші компоненти тензора питомого опору отримуємо з наведених рівнянь циклічною перестановкою індексів 1, 2 і 3.

## Питомий електричний опір деяких речовин

### Металічні монокристали
У таблиці наведено головні значення тензора питомого опору монокристалів за температури 20 °C.
| Кристал | ρ1=ρ2, 10−8 Ом*м | ρ3, 10−8 Ом*м |
| ------- | ---------------- | ------------- |
| Олово   | 9,9              | 14,3          |
| Бісмут  | 109              | 138           |
| Кадмій  | 6,8              | 8,3           |
| Цинк    | 5,91             | 6,13          |
| Телур   | 2,90·109         | 5,9·109       |

### Метали і сплави, що застосовуються в електротехніці
Розкид значень обумовлений різною хімічною чистотою металів, способами виготовлення зразків, вивчених різними вченими, і мінливістю складу сплавів.
| Метал                | ρ, Ом*мм2/м   |
| -------------------- | ------------- |
| Срібло               | 0,015…0,0162  |
| Мідь                 | 0,01707…0,018 |
| Мідь 6N Cu 99.9999 % | 0,01673       |
| Золото               | 0,023         |
| Алюміній             | 0,0262…0,0295 |
| Іридій               | 0,0474        |
| Натрій               | 0,0485        |
| Молібден             | 0,054         |
| Вольфрам             | 0,053…0,055   |
| Цинк                 | 0,059         |
| Індій                | 0,0837        |
| Нікель               | 0,087         |
| Залізо               | 0,099         |
| Платина              | 0,107         |
| Олово                | 0,12          |
| Свинець              | 0,217…0,227   |
| Титан                | 0,5562…0,7837 |
| Ртуть                | 0,958         |
| Бісмут               | 1,2           |

| Сплав      | ρ, Ом*мм2/м |
| ---------- | ----------- |
| Сталь      | 0,103…0,137 |
| Нікелін    | 0,42        |
| Константан | 0,5         |
| Манганін   | 0,43…0,51   |
| Ніхром     | 1,05…1,4    |
| Фехраль    | 1,15…1,35   |
| Хромаль    | 1,3…1,5     |
| Латунь     | 0,025…0,108 |
| Бронза     | 0,095…0,1   |

Значення наведено для температури t = 20 °C. Питомі опори сплавів залежать від їх хімічного складу і можуть варіюватися. Для чистих речовин коливання чисельних значень питомого опору обумовлені різними методами механічної і термічної обробки, наприклад, відпалом дроту після волочіння.

### Інші речовини
| Речовина               | ρ, Ом{\displaystyle \cdot }м  |
| ---------------------- | ----------------------------- |
| графіт                 | 3,5 x 10−5                    |
| германій               | 0,46                          |
| кремній                | близько 103                   |
| скло                   | 10 — 1014                     |
| гума                   | близько 1013                  |
| сірка                  | близько 1015                  |
| Зріджений нафтовий газ | 0,84{\displaystyle \cdot }104 |

## Тонкі плівки
Опір тонких плоских плівок (товщина яких значно менша від відстані між контактами) прийнято називати «питомим опором на квадрат», {\displaystyle R_{\mathrm {Sq} }.} Цей параметр зручний тим, що опір квадратного шматка провідної плівки не залежить від розмірів цього квадрата, при прикладанні напруги до протилежних сторін квадрата. При цьому опір шматка плівки, якщо він має форму прямокутника, не залежить від його лінійних розмірів, а тільки від відношення довжини (виміряної уздовж ліній струму) до його ширини L/W: {\displaystyle R_{\mathrm {Sq} }=RW/L,} де R — виміряний опір. У загальному випадку, якщо форма зразка відрізняється від прямокутної, і поле в плівці неоднорідне, використовують метод ван дер Пау.